# تیم ملی فوتبال کره شمالی
تیم ملی فوتبال جمهوری دموکراتیک خلق کره که در ماهواره و رسانه‌ها به تیم ملی فوتبال کره شمالی معروف است یک تیم فوتبال بین‌المللی است که به نمایندگی از کره شمالی به میدان می‌رود. این تیم زیر نظر فدراسیون فوتبال کره شمالی فعالیت می‌کند. این تیم دو بار در سالهای ۱۹۶۶ و ۲۰۱۰ به جام جهانی فوتبال راه یافته‌است. این تیم از اهالی کره شمالی و کره‌ای‌های متولد ژاپن تشکیل می‌شود.
درخشان‌ترین دوران این تیم در جام جهانی ۱۹۶۶ رقم خورد. آن‌ها ایتالیا را ۰–۱ شکست داده و به مرحله یک‌چهارم‌نهایی راه یافتند. در آنجا نیز ۰–۳ از پرتغال پیش افتادند اما با درخشش اوزه‌بیو و چهار گل او بازی را ۳–۵ واگذار کردند.
کره شمالی اولین تیم آسیایی بود که از مرحله گروهی جام جهانی صعود کرد.
در تاریخ ۲۴ آبان 1403 تیم ملی فوتبال ایران در مقدماتی جام جهانی به مصاف این تیم رفت.
این تیم در تاریخ ۲۸ نوامبر ۲۰۲۴ در رتبه ۱۱۴ در رده‌بندی فیفا قرار گرفت.

## کیت و رنگ‌ها
لباس کره شمالی همواره لباس سرخ بوده‌است. لباس دوم تمام سفید بوده‌است؛ و لباس سوم آبی بوده‌است.